# Orthotrichum vicarium
Orthotrichum vicarium är en bladmossart som beskrevs av Lazarenko 1938. Orthotrichum vicarium ingår i släktet hättemossor, och familjen Orthotrichaceae. Inga underarter finns listade i Catalogue of Life.